# (3408) Shalamov
(3408) Shalamov ist ein Asteroid des Hauptgürtels, der am 18. August 1977 vom russischen Astronomen Nikolai Stepanowitsch Tschernych am Krim-Observatorium in Nautschnyj (IAU-Code 095) entdeckt wurde.
Der Asteroid gehört zur Nysa-Gruppe, einer nach (44) Nysa benannten Gruppe von Asteroiden, die auch als Hertha-Familie bekannt ist (nach (135) Hertha).
(3408) Shalamov wurde nach dem russischen Schriftsteller, Oppositionellen und Dissidenten Warlam Tichonowitsch Schalamow (1907–1982) benannt.